# Lachlan Pendragon
Lachlan Pendragon (* 1996) ist ein australischer Filmregisseur, Drehbuchautor und Animator von Kurzfilmen.

## Karriere
Pendragon lebt und arbeitet in Brisbane. Während seines Studiums animierte er zwischen 2015 und 2017 bereits drei Kurzfilme. Sein Durchbruch gelang ihm 2022 mit dem Kurzfilm An Ostrich Told Me the World Is Fake and I Think I Believe It. In der Kritik wurde das Spiel mit der Metaebene hervorgehoben. Pendragon äußerte, dass er während der COVID-19-Pandemie zehn Monate für die Umsetzung des Films gebraucht hätte. Bereits 2022 erhielt er die Goldmedaille der Student Academy Awards. Darauf folgten weitere Festival-Nominierungen und -Auszeichnungen. So wurde er für den Oscar in der Kategorie Bester animierter Kurzfilm nominiert. In Interviews erklärte Pendragon, dass er den Film als Teil seiner Dissertation an der Griffith Film School drehte.

## Filmografie
- 2015: Bush Turkeys of QCA
- 2015: Elevator Madness
- 2017: The Toll
- 2019: Beethoven: live at Roma Street Parland
- 2022: An Ostrich Told Me the World Is Fake and I Think I Believe It

## Auszeichnungen (Auswahl)
Pendragon erhielt alle Auszeichnungen für An Ostrich Told Me the World Is Fake and I Think I Believe It:
- 2022: Zagreb World Festival Award in der Kategorie Bester studentischer Film
- 2022: Goldmedaille der Student Academy Awards in der Kategorie Animation
- 2022: Melbourne International Film Festival in der Kategorie Bester Australischer Kurzfilm
- 2022: Berlin-Interfilm-Festival-Nominierung in der Kategorie Bester Kurzfilm
- 2023: Publikumspreis des London International Animation Festival
- 2023: Oscar-Nominierung in der Kategorie Bester animierter Kurzfilm